# Cockerill-Sambre

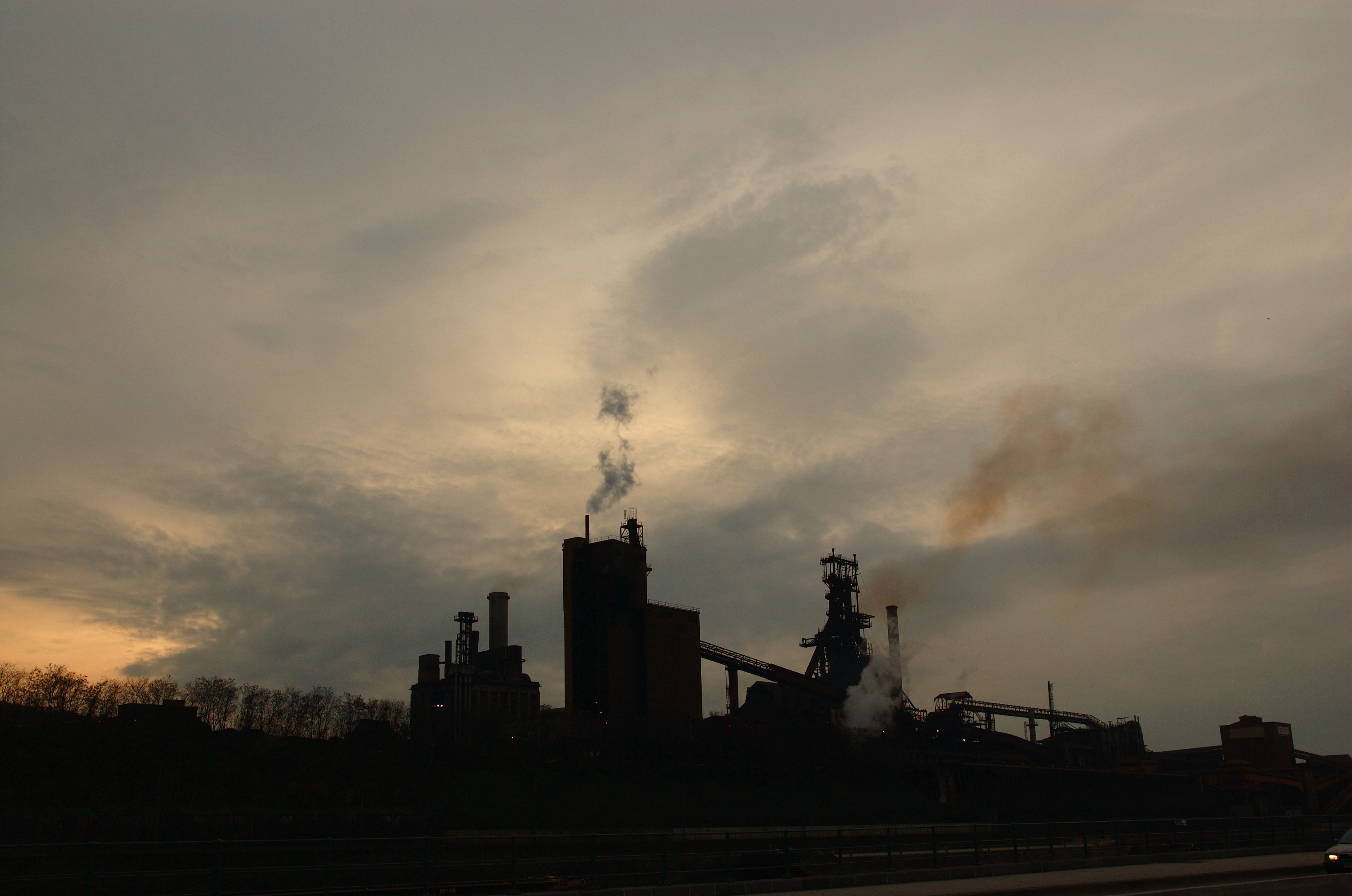
A Cockerill-Sambre acélműve Seraingban

A Cockerill-Sambre Belgium egyik legnagyobb ipari vállalata, amely elsősorban acélgyártással és forgalmazással foglalkozik, valamint acéláru termékeket gyárt az építőipar számára. Termékeinek főbb felvásárlói francia, holland és természetesen belga cégek. A vállalat az 1800-as évekig visszanyúló története során többféle tevékenységet is végzett, de az 1990-es évek elejétől profiltisztítást hajtott végre, így például a gépipari és a különböző szolgáltatási részlegeitől megvált.
A vállalat többségi tulajdonosa 1998-ig a vallon regionális kormányzat, amely a részvények 79 százalékát birtokolta, a maradék részvények a tőzsdén forogtak. 1998 októberében a francia acélóriás, az Usinor SA szerezte meg a részvények 75 százalékát, a vallon kormánnyal történt megállapodás után.

## Története
A Liège környéki területek gazdag szén- és vasérclelőhelyek. A Maas és a Sambre folyók mentén több kisebb vas-, majd acélművet alapítottak a 18. század folyamán, amelyek később fokozatosan egyesültek. Az 1800-tól 1838-ig tartó időszak két nagyobb csoportot hozott létre: a Cockerill-csoport a Maas-folyó partján, a Liège tartománybeli Seraing városához, a Hainaut-Sambre-csoport a Sambre-folyó melletti Charleroi városához kötődtek.

### A Liège-i régió vállalatainak története
A liège-i régió gyártulajdonosai közül az angol származású John Cockerill tűnt ki, akinek a vállalatcsoport a nevét a 21. századig viselte. Apja, William Cockerill, angol emigráns, Verviersben alapított egy sikeresen működő textilipari gépeket gyártó vállalatot. John Cockerill 1814-ben szerezte meg Orániai Vilmos régi seraingi kastélyát, amely akkoriban a liège-i püspök nyári rezidenciája volt. A kastély az alakuló vállalatának székhelye lett, az épület a mai napig a cégcsoport tulajdonában van. Cockerill 1817-ben alapította meg új gyárát, amely elsősorban gőzgépeket gyártott textilüzemeknek, illetve szellőztető berendezéseket és vízszivattyúkat bányáknak.
Miután a szén is rendelkezésre állt a vállalat tulajdonában álló területeken, Cockerill úgy döntött, hogy a fémgyártásba is belekezd. A cég 1826-ban helyezte üzembe nagyolvasztóját, amely az első koksztüzelésű volt Európában. A vállalat 1847-ben már hat kohót üzemeltetett.
Az 1830-ban kitört belga szabadságharc alatt a seraingi gyárak leálltak, a termelés újrakezdésével a vállalat leszállította a belga államvasutak első gőzmozdonyait.
Amikor John Cockerill 1840-ben meghalt, a pénzügyi válság következtében vállalata kis híján felszámolás alá került, emiatt 1842-ben korlátolt felelősségű társasággá alakult, a termelés már a következő évben újraindult.
A Cockerill gépek az 1851-ben rendezett londoni Nagy kiállításon érmet szereztek. Sokféle nehézgépet és acélterméket gyártottak akkoriban: hajókat, köztük páncélozott naszádokat Oroszországnak és a La Manche csatornát átszelő postahajókat, alagútfúró gépeket, hidakat, illetve különböző acélcsarnokokat.
Az új főigazgató, Eugene Sadoine, 1866-ban kezdeményezi a colardi szénbányák a fejlesztését, megszerzi a szomszédos Esperance szénbánya tulajdonának két ötödét, valamint vasércbányákat vásárol Spanyolországban.
Az 1883-ban megnyitott új acélműben az akkori legmodernebb technológiákat alkalmazták. A társaság a munkások szociális körülményeit sem hanyagolta el, lakásokat, ebédlőket, iskolákat, 250 ágyas kórházat, beteggondozót, sőt, egy több mint száz férőhelyes árvaházat építettek számukra.
Az 1905-ös liège-i Nemzetközi Kiállítás keretében a brit Institution of Mechanical Engineers a városban tartotta éves gyűlését, amely során a tagok meglátogatták a Cockerill műveket is, ahol megtekinthették az óriási gázmotorokat, gőzturbinákat, nagyolvasztókat, az acélműveket, illetve a bányákat. A brit mérnökök meglátogatták a Ougrée-Marihaye vállalatot is, amelyet a 19. század elején létrehozott ougrée-i vasöntödék és az 1778-tól működő marihaye-i szénbányák tulajdonosai alapítottak 1835-ben. A belga vas- és acéliparban jelentős szerepű vállalat 50 évvel később, 1955-ben a Cockerill tulajdona lett.
A liège-i régió másik fontos gyára az Esperance-Longdoz volt, a vállalat gyökerei a Dothée családhoz vezethetők vissza, amelyik már a 18. század elejétől vas- és rézáru, cinktárgyak, lemezek, valamint szerszámok kereskedésével foglalkozott. A Serainghoz közeli Esperance szénmező szénkincsén alapulva az Esperance-Longdoz vállalatot 1836-ban alapították. A szénmezők kitermeléséhez szükséges jogokért a Cockerill gyárral szövetkezett, így a legnagyobb szénkitermelő vállalattá vált. Liège városának Longdoz negyedében az első nagyolvasztót 1838-ban helyzeték üzembe, 1846-tól egy bádoglemez-gyártómű is üzemelt. A vállalat 1963 végén, zöldmezős beruházásban, egy teljesen új acélművet épített fel Liège északi részén, Chertalban. A Cockerill-csoport története során az Esperance-Longdoz bizonyult az egyik legdinamikusabban fejlődő cégnek, 135 éven keresztül működött önállóan, csak 1970-ben egyesült a csoporttal.

### A Charleroi-i régió vállalatainak története
A Cockerill-lel történő egyesülésig a legtöbb helyi cég a Hainaut-Sambre kötelékébe tartozott, kivéve a Forges de la Providence-t. Ezt a vállalatot 1838-ban alapították, egy másik angol, Thomas Bonehill segítségével, aki több műszaki újítást mutatott be az „európaiaknak”. Utódja Alphonse Halbou volt, aki 1849-ben szabadalmaztatta a hengerelt, „I” szelvényű acélgerendát. Az újfajta acélgerenda alkalmazása rengeteget gyorsított a többemeletes épületek építésekor, először Párizsban alkalmazták, majd elterjedt egész Európában.
A Forges de la Providence-t csak 1966-ban kebelezi be a liège-i központú, akkoriban már Cockerill-Ougrée nevű konszern, a csoport neve később Cockerill-Ougrée-Providence lett. A Forges de la Providence ebben az időben a charleroi székhelyű cégek közül a legnagyobb acélgyártó volt, Franciaországban két gyár, valamint hat leányvállalat tulajdonosa.
A sors fintora, hogy az 1970-es évekbeli racionalizálási hullám keretében a szintén charleroi székhelyű, Thy-Marcinelle et Monceau, rövidítve TMM csoport számolja fel a Forges de la Providence-t. A régiók közötti egyensúly helyreállítása érdekében, az immár Thy-Marcinelle et Providence nevű csoport 1980-ban a Hainaut-Sambre csoport része lett.
A TMM csoport 1966-ban jött létre a Thy-Marcinelle és az Acieries Miniéres et de la Sambre vállalatok egyesülésével. A TMM eredete a már 1763-ban létezett Thy-le-Chateau kovácsműhelyig, és a Sambre partján létesült Marcinelle-i műhelyig vezethető vissza. A francia, Albert Goffart a Charleroihoz közeli városban, Monceau-sur-Sambre-ban helyezte üzembe nagyolvasztóját 1836-ban.
A régió másik főbb csoportja a Hainaut-Sambre az 1829-ben alapított Usines Métallurgiques de Hainaut és az 1835-ben alapított Sambre-et-Moselle vállalatok 1955-ben történt egyesülésével jött létre.

### Az egyesülés
A két régióban a négy-négy legjelentősebb, 19. század elején alapított gyárak egyesülésére 1955-ig nem került sor, annak ellenére, hogy az 1952-ben megalakult Európai Szén- és Acélközösség kifejezetten sürgette az acélvállalatok átszervezését.
Az 1960-as évek végén a belga kormány átfogó vizsgálatba kezdett a nehézipar terén, a kohászati vállalatok versenyképességének fenntartása, a termelés hatékonyságának növelése érdekében, valamint a túltermelés elkerülésére további összevonásokat tartott szükségesnek. A nehéziparban fennálló problémák miatt az olajár is emelkedett ebben az időszakban, ugyanis a csökkenő széntermelés következtében az iparág mindinkább az kőolaj-tüzelésű erőművekre támaszkodott.
Az 1970-es évek kezdetétől a Belgiumban termelt acél mennyisége újra kimagaslóan növekedett, az acéltermelés 1974-ben tetőzött, ekkoriban kilenc nagy acélmű működött az ország területén. A kialakult túltermelés miatt a hazai és az európai piac telítődött, a vállalatok drasztikus lépésekre kényszerültek. 1979-re az acéltermelés mennyisége és az acélművek száma is felére csökkent, az 1985-ig tartó folyamatos létszámleépítések folytán a iparban foglalkoztatottak száma is megfeleződött. A charleroi-i régió, amely addig nem látta hasznát a liège-i régió előző tíz évben végrehajtott összevonásainak, kénytelen volt saját racionalizálási programba belekezdeni, elsőnek 1980-ban megvált a Forges de la Providence nevű leányvállalatától, beolvasztva a konkurens Hainaut-Sambre nagyvállalatba.
A nagyarányú átszervezések sem voltak elegendőek a belga acélipar stabilizálásához, ezért a belga kormány 1978-ban 50 százalékos részesedést szerzett az ágazatban és megkezdte annak teljes összevonását. A két régió acélóriásainak összevonására, vagyis a Cockerill-Sambre megalapítására, amelyet a vallon-flamand viták is nehezítettek, 1981. június 26-án került sor.
A két nagyvállalat egyesítése éppen az 1980-as évek elejei gazdasági válság idejére esett, az újonnan megalakult Cockerill-Sambre csoport hatalmas veszteségekkel kezdte meg működését. Az Európai Gazdasági Közösség ragaszkodott az ipari vállalatok állami támogatásainak nagyarányú csökkentéséhez, amelyet az új jobbközép kormány véghez is vitt. A kormány további kapacitás csökkentésre, sőt egy charleroi-i és egy liège-i acélmű bezárására kötelezte a vállalatot, továbbá előírta, hogy a megmaradt vállalatcsoportok egyes termékekre specializálódjanak. Az 1984-ben készült szerkezetátalakítási tervet az akkori elnök, Jean Gandois után Gandois jelentésnek nevezték.
Az acélgyártás mennyisége az 1975 körüli szintre esett vissza, a megmaradt három acélműben a foglalkoztatottak száma 15 000-re csökkent, ráadásul bíztak benne, hogy továbbra is csökkenni fog. A luxemburgi Arbed SA acélgyártóval megállapodást kötöttek, mely szerint az csökkenti a hengerműve termelését, cserébe a Cockerill-Sambre biztosítja a folyamatos megrendelést.
Az 1980-as évek végére a vállalat stabilizálódott, a Gandois-féle terv alapján az acél- és hengermű a vékony acéltermékekre szakosodott, így például kifejlesztették a fém tetőfedő-rendszert, valamint a nehéz- és gépipar megrendeléseire összpontosított.
A Cockerill-Sambre 1990-ben a legnagyobb német autóalkatrész gyártó Ymos AG-ben szerzett többségi tulajdonrészt.

## A vállalat eladása
Az 1990-es évek elejére az európai acélipar újra válságba került, elsősorban a japán és koreai acélművek alacsony áraival voltak képtelenek felvenni a harcot. 1993-ban az Európai Unió 8,5 milliárd dolláros mentőcsomagja megmentette az acélipart. A Cockerill-Sambre 1997-ben újra profiltisztításba kezdett, megvált az Ymos-tól, tevékenységét az integrált acélgyártásra, acélárú kereskedelemre és az építőipari acélszerkezetek gyártására koncentrálta.
1998 elején a vállalat a vallon kormánnyal közösen, amely akkoriban csaknem 79 százalékban volt tulajdonos a Cockerill-Sambre-ban, új tulajdonost keresett, a két lehetséges konszern a francia Usinor és a német Thyssen-Krupp volt. Az utóbbi nem sokkal az ajánlattétel után kiesett, így az Usinor 1998 október közepén 1,1 milliárd dollár értékben felvásárolta a Cockerill részvényeinek 75 százalékát. A megállapodás értelmében a vallon kormány részvényeinek 54%-át birtokolja a francia konszern, a maradék 21% továbbra is állami tulajdonban maradt. A Cockerill-Sambre vállalatban még mindig negyedrészben tulajdonos vallon kormány öt évig kapott vétójogot a stratégiai és a létszámdöntésekben.